# 康定路 (臺北市)
康定路是台灣台北市道路之一，與萬大路貫穿萬華區南北。北至西門町外圍，南至艋舺大道。是以中華民國大陸時期西康省康定縣（今四川省康定市）命名的道路。

## 沿線設施
(由北至南)
- 主線
  - 西門町(涵蓋部分)
  - 台北晉德宮(13號)
  - 台北市電影主題公園(19號)
  - 乖乖股份有限公司(21號)
  - 艋舺祖師廟(81號)
  - 捷運龍山寺站(站體包含本路段)

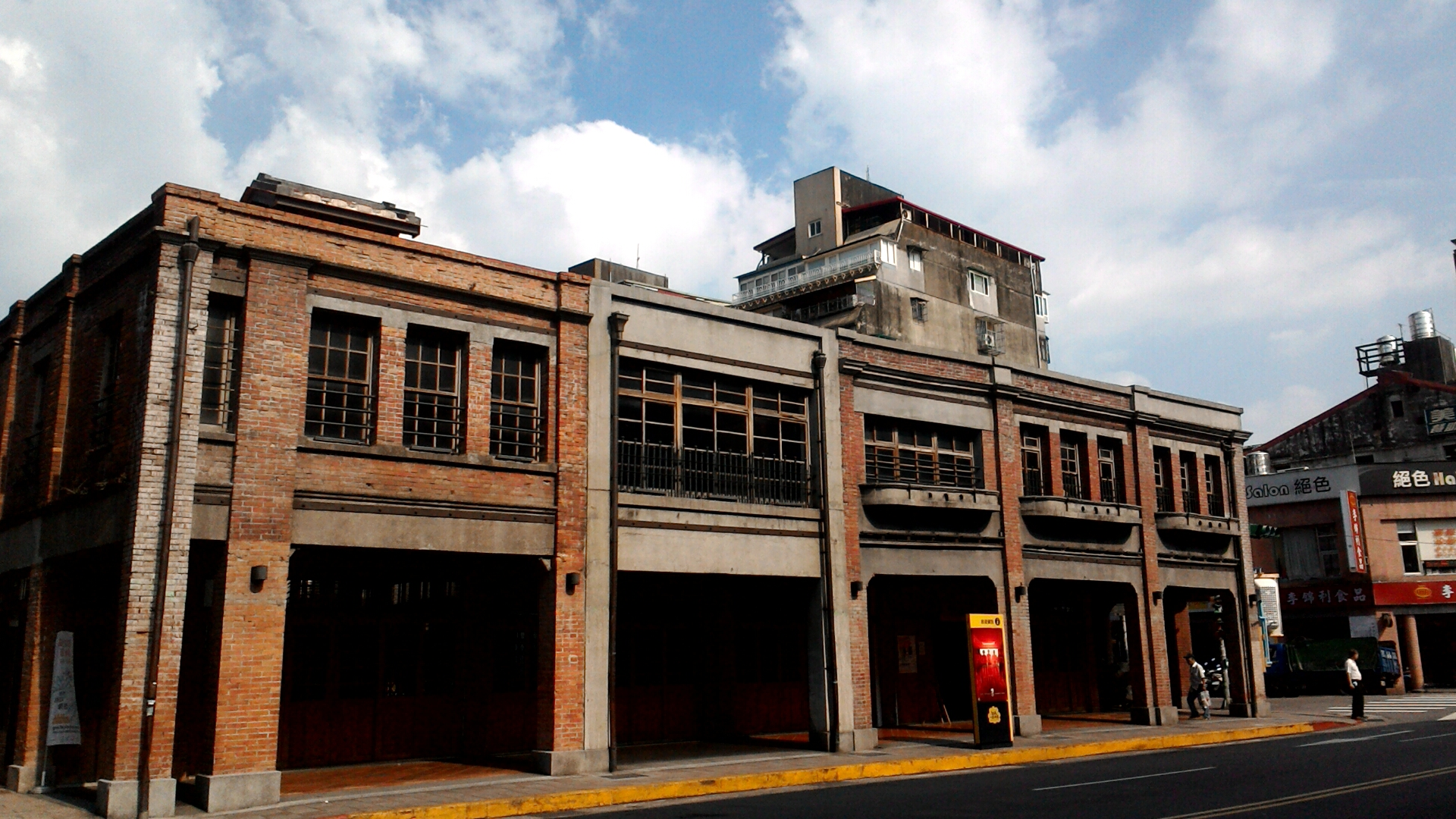
剝皮寮歷史建築群位於康定路旁的街屋。

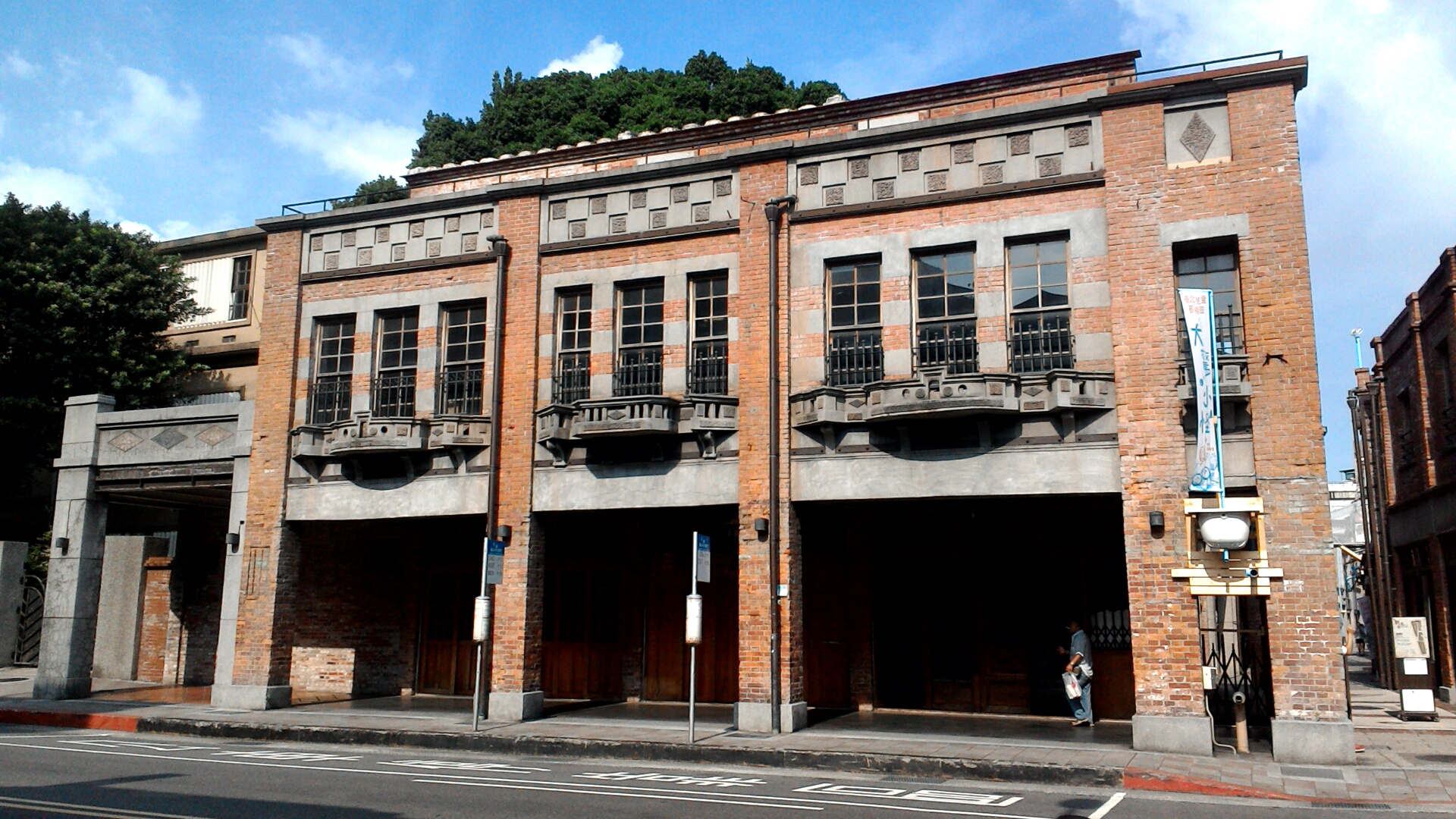
剝皮寮永興亭

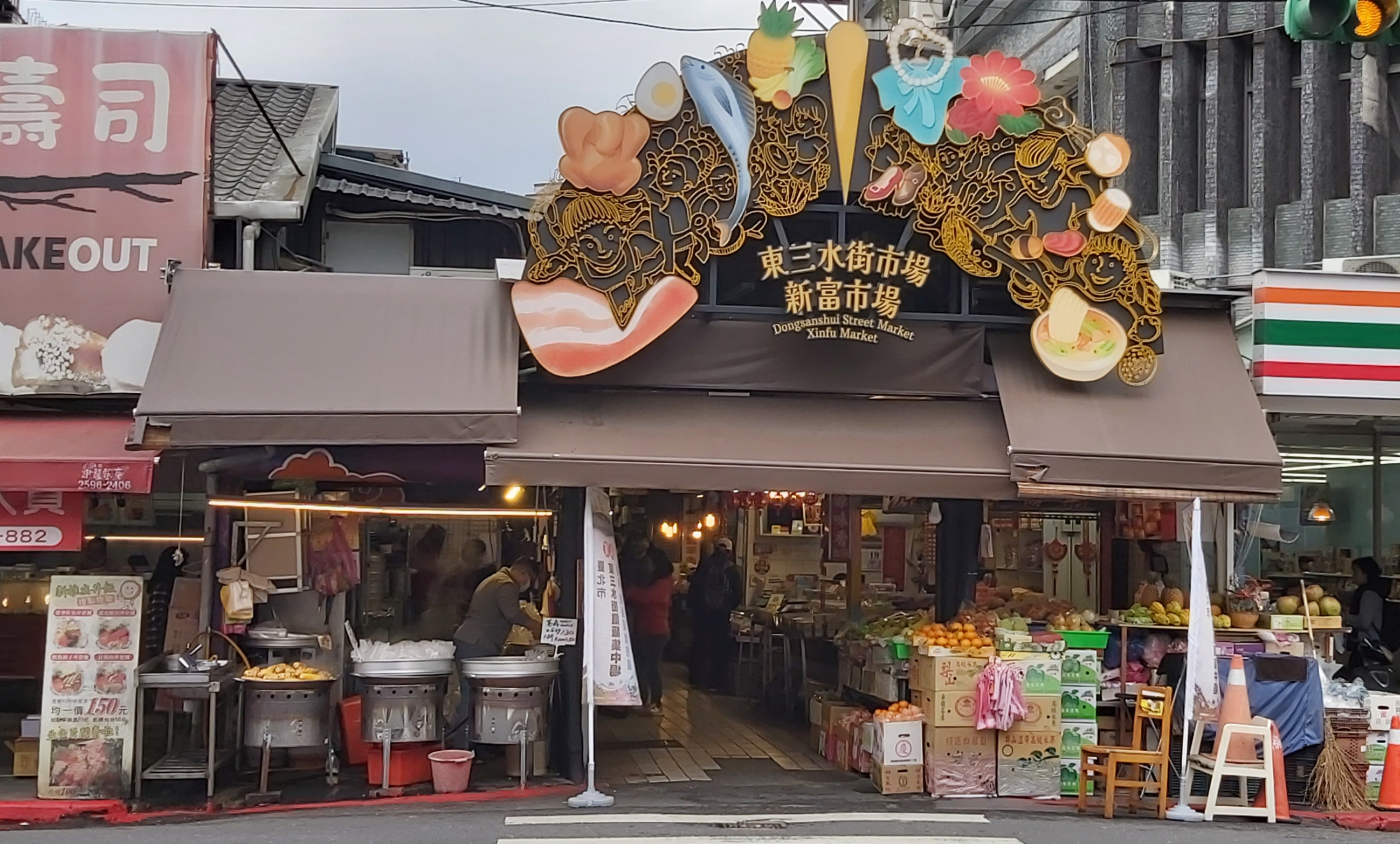
東三水街市場新富市場康定路端入口

  - 艋舺服飾商圈(與大理街、西園路一段合組而成)
  - 臺灣銀行龍山分行(380號)
  - 萬華車站(西站：382號，東站：319號)
  - （凱撒大飯店(台北凱達大飯店)
  - 台北市政府萬華辦公室
  - 萬華車站地下停車場(地下停車場包含本路段)
- 三水街口
  - 東三水街市場
- 成都路口
  - 西門國小(成都路98號)
- 桂林路口
  - 老松國小（桂林路64號）
  - 台北市公共自行車租賃系統老松國小站
- 廣州街口
  - 剝皮寮(現為台北市鄉土教育中心)（廣州街101號）

## 外部連結
- 维基共享资源上的相關多媒體資源：康定路